# Mitsubishi 2MR
Il Mitsubishi 2MR, o secondo le convenzioni di designazione della marina imperiale ricognitore navale della Marina Tipo 10 (一〇式艦上偵察機'?) (secondo la designazione lunga) e C1M (secondo la designazione breve, molto simile a quella statunitense del 1922, dove la prima lettera designava il tipo, il numero il modello e la seconda lettera il produttore), era un monomotore da ricognizione imbarcato biplano prodotto dall'azienda giapponese Mitsubishi negli anni venti ed impiegato dalla Dai-Nippon Teikoku Kaigun Kōkū Hombu, il servizio aeronautico della Marina imperiale giapponese fino agli anni trenta.
Il modello venne sviluppato per dotare la Marina Imperiale di un nuovo velivolo per equipaggiare la portaerei Hōshō.

## Storia
Dopo che la Marina Imperiale ebbe le prime e positive esperienze nell'utilizzo dell'aviazione navale durante la prima guerra mondiale con la nave appoggio idrovolanti Wakamiya, al termine del conflitto decise di avviare la costruzione di due navi portaerei, allora ufficialmente classificate come "unità deposito per aerei", la Hōshō e la Shōkaku. Delle due solo la prima venne poi costruita, impostata nel dicembre 1919 ed ultimata tre anni più tardi, nel dicembre 1922, mentre, a causa delle limitazioni in accordo al Trattato navale di Washington del 1922 e firmate anche dal governo giapponese, la seconda venne tolta dai programmi per consentire la costruzione delle portaerei Akagi e Kaga.
Per equipaggiare la Shōkaku, nel 1921 la Marina Imperiale interpellò la Mitsubishi richiedendo la fornitura di tre modelli, un aereo da caccia, un aereo da ricognizione ed un aerosilurante.
L'azienda giapponese, che non aveva esperienza nella progettazione aeronautica, richiese la collaborazione di un gruppo di lavoro proveniente dalla britannica Sopwith Aviation Company ed affidò i progetti all'ingegner Herbert Smith ed ai sette membri del suo staff.
Questa collaborazione riuscì a concretizzarsi in due velivoli di successo, il caccia 1MF ed il ricognitore 2MR, che rimasero per anni come dotazione della Marina Imperiale mentre il terzo, l'aerosilurante 1MT, non si rivelò altrettanto fortunato tanto da sospenderne la produzione dopo soli venti esemplari.

### Sviluppo
Smith disegnò un velivolo dall'aspetto per l'epoca convenzionale, caratterizzato dalla presenza di due abitacoli aperti, dalla configurazione alare biplana e dal carrello fisso, ed equipaggiato con un motore otto cilindri a V raffreddato a liquido prodotto localmente su licenza Hispano-Suiza. La costruzione del prototipo si protrasse per tutto l'anno in corso e venne portato in volo per la prima volta all'inizio dell'anno seguente, il 12 gennaio 1922. Sottoposto alla direzione della Marina Imperiale questo lo giudicò idoneo assegnando al modello la designazione "ricognitore navale della Marina Tipo 10" (Tipo 10 si riferisce all'anno in cui venne ordinato, il 1921, il decimo anno del periodo Taishō) e ne richiese l'avvio della sua produzione in serie. Attraverso varie fasi di sviluppo questa continuò fino al 1930 ed alla fine si attestò su 159 esemplari costruiti.
Nel 1930, la Mitsubishi sviluppò un nuovo modello per soddisfare una specifica emessa dalla Dai-Nippon Teikoku Rikugun Kōkū Hombu, la componente aerea dell'Esercito Imperiale, per la fornitura di un ricognitore a corto raggio. Realizzato in due esemplari il 2MR7, questa la sua designazione aziendale, era un biplano sviluppato dal 2MR e dall'aerosilurante B2M.
Successivamente venne sviluppato il 2MR8, caratterizzato dalla velatura monoplana ad ala alta a parasole, modello che venne accettato dall'esercito con la designazione "ricognitore Tipo 12". Pur condividendo la stessa designazione aziendale si trattò di un modello sostanzialmente differente dal 2MR navale.

### Impiego operativo
Il 2MR iniziò ad essere assegnato ai reparti dal novembre 1924 e rimase in servizio, nei suoi sviluppi a velatura biplana, sulle portaerei della marina imperiale giapponese tra gli anni venti e gli anni trenta, con le versioni da addestramento intermedio rimaste in servizio fino alla fine del decennio. Molti sono stati convertiti ad uso civile, utilizzati per la formazione di piloti nelle scuole di volo e come aerei di collegamento in aziende editoriali, rimanendo in servizio fino al 1938.

## Varianti

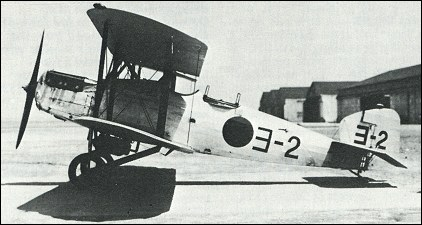
Mitsubishi 2MR?.

2MR1
versione iniziale di produzione in serie, designazione "lunga",  ricognitore navale della Marina Tipo 10-1. Equipaggiata con radiatore a nido d'ape di tipo automobilistico situato nella parte anteriore del motore.
2MR2
sviluppo del 2MR1, designazione "lunga" della Marina Tipo 10-2, caratterizzato dalla sostituzione del radiatore originale con un radiatore Lamblin posizionato al di sotto della fusoliera e dallo spostamento dell'abitacolo del pilota.
2MR3
versione caratterizzata dall'aumento delle superfici dell'impennaggio e spostamento del radiatore in avanti.
2MR4
versione ricognitore imbarcato finale, caratterizzata dalle estremità alari arrotondate e nuova ricollocazione della postazione del pilota.
Karigane
prototipo, sviluppo destinato al ruolo di ricognitore offerto alla Marina ed all'Esercito Imperiale, realizzato nel 1928 in un solo esemplare.
2MRT1
versione da addestramento intermedio del 2MR1.
2MRT1A
sviluppo del 2MRT1, caratterizzato da un diverso impennaggio di coda.
2MRT2
versione da addestramento intermedio del 2MR2.
2MRT2A
versione da addestramento intermedio del 2MR3.
2MRT3
ulteriore sviluppo versione da addestramento intermedio caratterizzato dal radiatore sdoppiato e trasferito sotto le ali.
2MRT3A
versione da addestramento finale, equipaggiata con strumentazione per il volo notturno e dispositivi di galleggiamento.
R-1.2 Trainer
conversione da addestramento civile del Tipo 10-1.
R-2.2 Trainer
conversione da addestramento civile del Tipo 10-2.
Mitsubishi R-4
conversione del 2MR4 ad uso civile e destinato a missioni di sorveglianza aerea del territorio caratterizzato dall'abitacolo chiuso. Due esemplari convertiti.
2MR7
versione da ricognizione a corto raggio biplana basata sui 2MR e B2M e destinata all'Esercito Imperiale.
2MR8
monoplano da ricognizione destinata all'Esercito Imperiale. Pur condividendo la stessa designazione aziendale si tratta di un modello sostanzialmente differente.

## Utilizzatori
Giappone
- Dai-Nippon Teikoku Kaigun Kōkū Hombu